# Her Boy Friend
Pour les articles homonymes, voir Boy Friend.
Pour plus de détails, voir Fiche technique et Distribution.
Her Boy Friend est un film muet américain réalisé par Larry Semon et Noel M. Smith, sorti en 1924.

## Fiche technique
- Titre : Her Boy Friend
- Réalisation : Larry Semon et Noel M. Smith[1]
- Scénario : Larry Semon et Noel M. Smith
- Production : Larry Semon
- Société de production : Chadwick Pictures Corporation
- Société de distribution : Educational Film Exchanges
- Pays de production :  États-Unis
- Langue : titres en anglais
- Format : Noir et blanc - 35 mm - 1,37:1  -  Muet
- Genre : Comédie
- Longueur : deux bobines
- Durée : 20 minutes
- Date de sortie : 
  - États-Unis : 28 septembre 1924

## Distribution
Source principale de la distribution :
- Larry Semon : Larry, the Chief's son
- Dorothy Dwan : Iva Method, la jeune fille détective
- Alma Bennett : la vamp
- Oliver Hardy[3] : Killer Kid
- Fred Spencer[4] : Headquarters Hank
- Frank Alexander : Slim Chance
- Spencer Bell : un docker
- William Hauber : figuration et cascade (doublure de Dorothy Dwan)